# Ecuación de búsqueda en investigación
La ecuación de búsqueda en investigación se refiere al conjunto de términos útiles para agilitar el proceso de exploración y abstracción de información dentro de algún trabajo académico.  Es un proceso donde la búsqueda se ajusta a referencias solicitadas. Para el proceso es necesario considerar operadores, valores, factores de limitación y signos de puntuación.

## Operadores

### Operadores booleanos
Se utilizan para buscar registros que precisen términos principales. Pueden ser operadores de intersección, suma lógica o negación.

#### Intersección (Y, AND, ET)
Busca todos los términos nombrados en la ecuación. 
Ej. Término1 AND Término2

#### Suma lógica (O, OR, OU)
Cifra más de un término con la opción de revelar búsquedas con mínimo una de las palabras propuestas como resultado. 
Ej. Término1 OR Término2

#### Negación (NO, NOT, AND NOT, NON, SAUF)
Precisa no encontrar dicha palabra dentro de la búsqueda.
Ej. Término1 NOT Término2

### Operadores de proximidad
Se asemejan a los operadores de booleanos de intersección, pero asignan condiciones más específicas en la búsqueda.

#### Adyacencia (ADJ, ADY)
Busca términos que necesariamente deben estar juntos en la oración, sin ninguna palabra interpuesta. 
Ej. Término1 ADJ/ADY Término2

#### Separación de términos a máximo N palabras (W)
Solicita una búsqueda donde permite un rango máximo de separación de las dos palabras a buscar. El número de palabras interpuestas deberá ir antes de la palabra W.
Ej. Término1 7W Término2

#### Palabras conjuntas en la frase (NEAR, SENTENCE)
No importa la separación que presenten los términos, el hecho que pertenezcan a la misma frase es suficiente para su detección.
Ej. Término1 NEAR/SENTENCE Término2

#### Dos palabras sin factor limitante (F, WITH, W)
La detección de las palabras no se limita a una frase. Pueden encontrarse en una misma sección y serán detectadas. 
Ej. Término1 F/WITH/W Término2

#### Comillas (" ")
Especifica literalmente como debe encontrarse la palabra.
Ej. “TérminoUno”

## Valores (TO, ..)
Limita los valores deseados a encontrar. Generalmente se aplica para fechas de publicación. 
Ej. 2010 TO/.. 2020.

## Factores de limitación (IN)
Limita los valores para una sección específica, pudiendo ser título, resumen, epidemiología, etc.
Ej. Término1 IN resumen

## Signos de puntuación
Los signos de puntuación utilizados en las ecuaciones de búsqueda son los paréntesis o corchetes. Ayudan a combinar Los diferentes operadores y factores de búsqueda.
Ej. (Termino1 AND Término2) OR (Término3 WITH Término4)